# Acoma Pueblo (Sky City)
Acoma Pueblo (Keres akoma, „Volk des weißen Felsens“) ist ein Pueblo im gleichnamigen Indianerreservat in Cibola County im mittleren Westen von New Mexico, USA. Das Pueblo liegt 89 km südwestlich von Albuquerque und ist auch als Sky City („Himmelsstadt“) bekannt. Nach der letzten Volkszählung im Jahr 2010 hatte das Pueblo mit den angrenzenden Gebieten 3.011 Einwohner.

## Bewohner
Die Bewohner leben in terrassenförmig angelegten Behausungen aus Stein und Lehm auf einem 109 Meter hohen, steil abfallenden Sandsteinfelsen. Sie betreiben seit jeher Landwirtschaft in den Ebenen unterhalb und stellen Töpferwaren her.
Besucher und Bewohner erreichen den Pueblo über eine in den Fels gehauene Treppe und eine befahrbare Straße.

## Geschichte
Die Siedlung ist wahrscheinlich seit Anfang des 12. Jahrhunderts bewohnt und gilt damit als eine der ältesten durchgängig besiedelten Orte der Vereinigten Staaten. Francisco Vázquez de Coronado bezeichnete sie 1540 als die stärkste Verteidigungsstellung der Welt. Zwischen 1629 und 1641 wurde die Mission San Esteban del Rey erbaut. Dazu wurden zwölf Meter lange Balken aus den San Mateo Mountains im Cibola National Forest (50 km nördlich) herbeigeschafft und zusammen mit der Erde für den Friedhof von unten heraufgeschleppt.

## Umgebung
Etwa 5 km nordöstlich liegt die Enchanted Mesa, ein weiterer Tafelberg, der sich 130 m über die umgebende Ebene erhebt und von den Acoma-Indianern als Wohnsitz ihrer Götter angesehen wird.

## Söhne und Töchter
- Lucy M. Lewis (1890/8–1992), pueblo-indianische Kunsttöpferin